# Los dos golfillos
Los dos golfillos es un melodrama musical español estrenado en 1961. La película fue coescrita y dirigida por Antonio del Amo y protagonizada por Joselito, «Pablito Alonso» y María Piazzai.

## Sinopsis
El hermano de un condenado a muerte rapta al hijo del director de la prisión para poder liberar a su hermano. Pero el director, imperturbable, no cede, por lo que el delincuente decide abandonar al niño, que se convierte en un vagabundo que canta con otro joven por las calles de la ciudad.

## Canciones
La discográfica RCA editó un sencillo con cuatro canciones de la película: Los dos golfillos, Mi estrella buena, Pequeña flor y Chiribiribi.

## Reparto
- Joselito ... José
- Pablito Alonso ... Ramón
- Maria Piazzai	...	Teresa
- Luz Márquez ... Alicia, madre de José
- José Marco ... Ricardo
- Ismael Elma ... Matías
- Porfiria Sanchiz ... Luisa
- Erasmo Pascual ... Eusebio
- Rosa Fuster ... Doña Elvira
- Rufino Inglés
- Antonio Prieto